# ريناتو سيزار
ريناتو سيزار (بالإسبانية: Renato César)‏ (16 أغسطس 1993 في الأوروغواي - ) هو لاعب كرة قدم أوروغواني في مركز الهجوم. شارك مع منتخب الأوروغواي تحت 20 سنة لكرة القدم. أما مع النوادي، فقد لعب مع نادي لوغانو ونادي ليفربول وناسيونال مونتيفيديو.

## وصلات خارجية
- ريناتو سيزار على موقع قاعدة بيانات كرة القدم.إي يو (الإنجليزية)
- ريناتو سيزار على موقع Soccerway.com (الإنجليزية)